# إيليا إسبينو دي ماروتا
إيليا إسبينو دي ماروتا هي مهندسة اشتهرت بقيادة مشروع توسيع قناة بنما كنائبة للرئيس التنفيذي للهندسة في هيئة قناة بنما (وهي وكالة تابعة لحكومة بنما مسؤولة عن تشغيل قناة بنما وإدارتها). تم تعيين إسبينو دي ماروتا في هذا المنصب عام 2012 وكانت أول امرأة في تاريخ هيئة قناة بنما تتولى هذا المنصب. قالت إسبينو دي ماروتا أن بعض الزملاء الذكور شككوا في قرار تعيينها وردت عليهم أثناء إلقاء بيانها بقولها: «أرتدي القبعة الوردية القاسية لإعلان أنه يمكن للمرأة القيام بهذه المهمة».  يعتبر هذا المشروع «وظيفة الأحلام لأي مهندس». إلى جانب المسؤولية الكبيرة بمشروع توسيع القناة، أشرفت ماروتا أيضاً على مشاريع استثمارية أخرى بما في ذلك جميع عقود البناء والجسور الجديدة وعمليات الشراء. عيّنت ماروتا فريقاً لتصوير الفيديو عن طريق طائرة هيليكوبتر بشكل شهري لمراقبة مراحل العمل على القناة وكانت تخرج معهم للإشراف بنفسها على مراحل العمل.

## التعليم
حصلت إسبينو دي ماروتا على شهادتها في الهندسة البحرية عام 1985 من جامعة تيكساس أيه أند ام التي تقع في كوليج ستيشن في تكساس في الولايات المتحدة، وهي رابع أكبر جامعة في الولايات المتحدة والأكبر في ولاية تكساس. ومن ثم حصلت على درجة الماجستير في الهندسة الاقتصادية من جامعة سانتا ماريا لا أنتيغوا (جامعة سانت ماري القديمة في مدينة بنما، جمهورية بنما) عام 1996. كما درست ماروتا الإدارة في معهد أمريكا الوسطى لإدارة الأعمالINCAE)).
قام معهد إدارة المشاريع باعتماد ماروتا بصفتها «مدير مشروع» في عام 2007. وهي معتمدة أيضاً كمترجم عام مرخص حيث تتقن التحدث بثلاث لغات: الإنجليزية والفرنسية والإسبانية.

## مسيرتها
تقول إسبينو دي ماروتا إن افتتانها بالمياه كان ناجما عن أمرين، أولاً حبها للغوص بطريقة الـ«سكوبا» والتي تعني الغوص تحت الماء بمساعدة جهاز للتنفس تحت الماء دون الحاجة لوصل الجهاز مع السطح، والأمر الثاني كان إعجابها بجاك كوستو الذي كان مستكشفاً للمحيط ورائداً في مجال الغوص تحت الماء ومخرجاً لأفلام وثائقية تتحدث عن البحار والمحيطات. عملت ماروتا في هيئة قناة بنما منذ عام 1985، حيث كان كانت وظيفتها الأولى في القناة في القسم الهندسي من حوض بناء السفن، حيث تجري جميع أعمال الصيانة للمعدات العائمة، بما في ذلك العمل على قوارب الجر والإطلاق والجرافات والرافعات العائمة، ثم بدأت في عام 1994 العمل كمهندسة تقييم لشعبة محاسبة القناة.
في عام 1998، أصبحت منسقة لبرنامج استثمار رأس المال لإدارة العمليات البحرية. وشاركت منذ عام 2002 في مشروع التوسعة حتى أصبحت في عام 2007 المدير التنفيذي للموارد والتحكم في المشروع. وفي عام 2012، اقترح خورخي لويس كيخانو أن تحل إسبينو دي ماروتا محله كنائب للرئيس التنفيذي لمشروع توسيع قناة بنما. ساهمت بتحسينات كبيرة في القناة عن طريق بناء حارة جديدة ثالثة ومجموعة جديدة من الأقفال التي ضاعفت من سعة القناة، التي وصفتها الجمعية الأمريكية للمهندسين المدنيين بأنها «واحدة من عجائب الدنيا السبع في العالم الحديث».
حصلت إسبينو دي ماروتا في عام 2014 على جائزة «أبرز امرأة في العام» المقدمة من قبل الرابطة التنفيذية لرجال الأعمال البنميين. وحازت أيضاً على جائزة الإنجاز التكنولوجي والهندسي من دائرة النساء المثقفات في بنما. قامت مجلة فوربس المكسيكية بإدراجها في قائمتها من ضمن أقوى 50 امرأة في أمريكا الوسطى. كما ظهرت على غلاف المجلة أيضاً. تقول إنجي فيرميرستش، مهندسة الموانئ البلجيكية التي تراقب مشروع بنما لصالح بنك الاستثمار الأوروبي:«أجد قصتها ملهمة». «ليس من الشائع العثور على مهندسة مسؤولة عن مثل هذا العمل الهائل في البنية التحتية».
تعتبر ماروتا، حاليا، المسؤولة عن النقل الآمن للسفن عبر قناة بنما ولوائح الملاحة والعمليات التجريبية والتدريب البحري ومراقبة الحركة البحرية في مياه القناة.
تعتبر أيضاً المسؤولة عن الاستجابة الأولية للطوارئ المتعلقة بالعمليات البحرية وجميع أعمال الصيانة للبنية التحتية للقناة وعمليات التجريف وتشغيل الإدارة وصيانة الأسطول لجميع المعدات الأرضية والعائمة وأيضاً الاتصال مع العملاء المتعلقين بعمليات النقل والصناعة البحرية.
في إحدى المقابلات سُئلت عن النماذج والقصص التي ألهمتها لتتخذ هذا الطريق (الهندسة البحرية) وكان جوابها:«كانت البيولوجيا البحرية هي مسيرتي الأصلية، التي فزت بمنحة فولبرايت لدراستها، وكان ملهمي هو عالم المحيطات الفرنسي جاك كوستو. ولكن بعد عام ونصف من مسيرتي، لاحظت أن فرص العمل في بنما لعلم الأحياء البحرية لم تكن واسعة أو جذابة، فتحولت إلى علم المحيطات. ثم في إحدى الإجازات التي قضيتها في بنما، التقيت بعالم المحيطات أريلانو لينوكس، وعلمت منه أيضاً أنه لم تكن هناك خيارات كثيرة في مجال العمل لعلماء المحيط. عندها قررت دراسة الهندسة البحرية، التي تعتبر الهندسة الميكانيكية للسفن، أبحث دائماً عن القرب من البحر!».

## إنسانيا
كرّست ماروتا بعض الوقت للعمل الخيري، حيث دعمت بعض الجمعيات الخيرية ومنها جمعية رونالد ماكدونالد الخيرية التابعة لمستشفى رونالد ماكدونالد هاوس والتي أسستها سلسلة ماكدونالد للوجبات السريعة بالتعاون مع الرابطة الوطنية للسرطان في بنما، كان السبب الأساسي لاختيار هذه الجمعية كون كلا الجمعيتين قامتا بدعمها هي وعائلتها على مر السنين خصوصاً عندما تم تشخيص إصابة زوجها وأحد أبنائها بالسرطان. يقول دوغلاس بالمر، الرئيس التنفيذي للعمليات في الجامعة: "تفتخر جامعة تيكساس إيه أند إم في غالفيستون بإنجازات خريجتنا إيليا إسبينو دي ماروتا"."إنها حقًا تُظهر المعرفة والخبرة والعمل الجاد والنزاهة وخدمة المجتمع والرحمة.
أثناء قيامها بالإشراف على مشروع التوسعة حتى نهايته، واجهت دي ماروتا مجموعة من الظروف الشخصية السيئة التي يمكن أن تعرقل حتى أكثر الناس احترافاً. حيث خضع ابنها في عام 2010 لجرعات كيميائية لعلاج سرطان العظام. أمضت ماروتا معظم السنة وهي تعتني به في مستشفى في نيويورك، حيث كان زوجها يعالج أيضاً من سرطان البروستات. وكانت تعود كل شهر إلى القناة لمدة أسبوع للإشراف على العمل. تتذكر تلك السنة قائلة "لقد عانيت من الضغط بشكل كبير". لقد تلقيت العون من الله، وفي النهاية، كانت سنة ناجحة". الآن أصبح ابنها وزوجها كليهما خاليين من السرطان.
نجاحها في قيادة مشروع توسيع قناة بنما جعل دي ماروتا قدوة للكثيرين. تقول: «أنا فخورة جداً بالتحدث إلى النساء حول مهنتي. لدي مهارات قيادية. أنا ديمقراطية إلى حد ما. ألتقي بالناس وأتحدث معهم».